# 松永麻里
松永 麻里（まつなが まり、1961年11月1日 - ）は、日本の女性俳優、声優。熊本県出身。スターダス・21所属。

## 出演

### 映画
- 2011年
  - men's egg Drummers（監督：山口雄大）
- 2009年
  - のんちゃんのり弁（監督：緒方明）
  - いくつもの、ひとりの朝（監督・脚本：大嶋拓）
- 2016年
  - アルビノの木（監督:金子雅和）
- 2018年
  - 星に語りて～Starry Sky～（監督:松本動） - 上野 役

### テレビドラマ
- 家族
- 鹿鳴館
- 夜は胸きゅん
- 茂七の事件簿3 ふしぎ草紙
- 慶次郎縁側日記
- お局探偵亜木子&みどりの旅情事件帳6
- 相棒V
- 冬の輪舞（女医）
- 爆竜戦隊アバレンジャー
- 盲導犬クイールの一生
- なんでも屋大蔵の事件簿2
- マルサ!!東京国税局査察部
- 顔
- 温泉へ行こう2
- 女の事件簿
- 涙の弁当泥棒
- 永遠の君へ
- 下流の宴
- リアル鬼ごっこ THE ORIGIN

### CM
- 西友まだまだ15篇
- NIKE TVCM （ロナウジーニョと共演）
- マイクロソフト社「WindowsXPグローバルキャンペーン」（バックパッカー編）
- アリナミンV Vショップ編（武田薬品工業）
- KTV マルサ!東京国税局調査部
- 東海TV「永遠の君へ」
- 冬の輪舞

### 吹き替え
- ポリネシア伝説〜少年は海を渡る〜
- 歌追い人
- グエムル-漢江の怪物-
- クッキ
- 新入社員
- ギャング・オブ・ニューヨーク
- Dr.Tと女たち
- 小さな巨人（オルガ役/ビデオ）
- 太王四神記
- ER緊急救命室シーズン13 #9（バネッサ〈サラ・ブノワ〉）
- WITHOUT A TRACE/FBI 失踪者を追え!
- 黙示録2009 合衆国大炎上
- 刑事ヴァランダー3 白夜の戦慄

### テレビアニメ
- ダンス イン ザ ヴァンパイアバンド（審問婆）

### ナレーション
- コンピューターゲームのすべて
- アペリオ（資生堂）

### モデル
- ニッセンカタログモデル
- エッセ

### 舞台
- ea-生命-（作：The 30's 下北沢「劇」小劇場、演出：原田一樹）
- 終りに見た街（シアターグリーン、作：山田太一、演出：前嶋のの）
- 天湖（下北沢小劇場 楽園、作：石牟礼道子、構成・演出：原田一樹）
- ピクニック
- にんじん
- リア王（ロック歌舞伎ヨーロッパ巡演）
- チェルノブイリの子供達
- 香のない部屋（劇団 the'30 主催）
- 会話する人（劇団 the'30 主催 ）
- something Four（劇団the'30）
- 彼女・・・～私のalskarinna～（演出：原田一樹）
- Smoky Chat（再演）（劇団 the'30、演出：原田一樹）